# آمبوهیمنا
آمبوهیمنا (انگلیسی: Ambohimena) یک منطقهٔ مسکونی در ماداگاسکار است که در دیانا واقع شده‌است.